# Snurfer

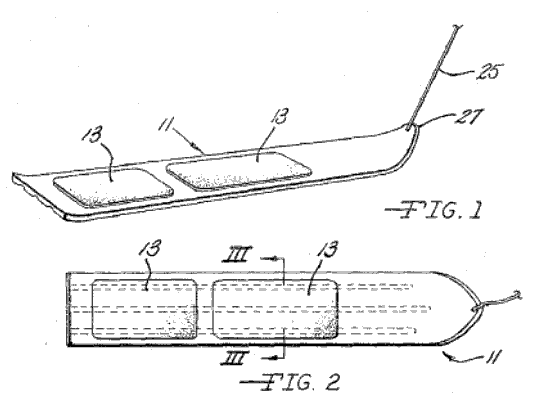
Diagramme du brevet du Snurfer (US 3378274)

Le snurfer est l'ancêtre direct du snowboard moderne. Il a été créé en 1965 par Sherman Poppen, à Muskegon, dans le Michigan. Poppen observait ses filles faire de la luge lorsque l'une d'entre elles, âgée de 11 ans, se mit à descendre la pente debout sur sa luge. Afin de simplifier la manœuvre, Poppen pense à attacher deux skis ensemble et y accroche une corde à l'avant, afin de diriger l'engin. Sa femme nomme son invention Snurfer, de l'anglais snow (neige) et surf.
Bientôt, tous les amis de ses filles en réclament un. Devant l'admiration des jeunes du quartier, il décide alors de développer son concept, le commercialisant d'abord dans son village puis par le biais des magasins de sports et de jouets. Il dépose une licence à la Brunswick Corporation afin de produire son snurfer. Il est vendu entre $10 et $30. Poppen en vendit environ un demi million d'unités entre 1966 et 1976. Mais comme les jeux de Twister à cette époque, ils n’étaient considérés que comme des jouets pour enfants.
Poppen organisa aussi des compétitions de Snurfer dans les années 1970 qui attirèrent des pratiquants de tous les États-Unis. Ces compétitions permirent des innovations et des améliorations du matériel. En 1979, un certain Jake Burton Carpenter se présenta à l'une de ces compétitions avec un prototype amélioré permettant de fixer les pieds à la planche : le premier snowboard.